# Pugo
Pugo  (Bayan ng  Pugo) es un municipio filipino de quinta categoría, situado en la isla de Luzón y perteneciente a  la provincia de La Unión en la Región Administrativa de Ilocos, también denominada Región I.

## Barangays
Pugo se divide, a los efectos administrativos, en 14  barangayes o barrios, conforme a la siguiente relación:
| - Ambalite - Ambangonan - Cares - Cuenca | - Duplas - Maoasoas del Norte - Maoasoas del Sur - Palina | - Población, Este - San Luis - Saytan - Tavora del East | - Tavora - Población, Oeste |  |

## Historia
Pugo, así como otros municipios  del sur de la provincia filipina de La Unión, formaba parte del territorio etnoliguistico  Pangalatok.